# Bonifacy Hanak
Bonifacy Hanak (ur. 1933) – polski leśnik, autor publikacji naukowych i popularnonaukowych z zakresu leśnictwa.
Bonifacy Hanak przez wiele lat pracował w Regionalnej Dyrekcji Lasów Państwowych w Katowicach, gdzie pełnił funkcję naczelnika Wydziału Hodowli Lasu. W swojej pracy naukowej skupiał się na zagadnieniach związanych z hodowlą lasu, a w szczególności na wodochronnych funkcjach lasu w górach oraz retencyjnych właściwościach drzewostanów. Szczególną uwagę poświęcił przebudowie monokultur świerkowych w Beskidach. Uhonorowany Srebrną (1981) i Złotą (1985) Odznaką Polskiego Towarzystwa Leśnego.
W 1997 został odznaczony Krzyżem Kawalerskim Orderu Odrodzenia Polski za wybitne zasługi dla gospodarki narodowej.

## Wybrane publikacje
Jest autorem licznych publikacji, zarówno naukowych, jak i popularnonaukowych. Pisał artykuły do takich czasopism jak: „Las Polski”, „Biblioteczka Leśniczego”, „Sylwan”.

### Artykuły
- „Nowelizacja «Zasad hodowli lasu» z 1979 – konieczność obiektywna czy koniunkturalna?” (Las Polski, ISSN 0023-8538, nr 9, 1984).
- „Productivity of the forests of Beskidy Mountains and the role of spruce in its increasing” (Sylwan, ISSN 0039-7660, R.128, nr. 12: s.1-7, 1984).
- „Cięcia odnowieniowe a emisje przemysłowe” (Las Polski, ISSN 0023-8538, nr 19, 1989).
- „Jutro lasów województwa katowickiego" (Las Polski, ISSN 0023-8538, nr 3,1989).
- „Koncepcja zagospodarowania wielkich pożarzysk leśnych na terenie Regionalnej Dyrekcji Lasów Państwowych Katowice” (Sylwan, ISSN 0039-7660, R. 138, nr. 6: s.85-93, 1994).
- „Rębnie i ich znaczenie w gospodarce leśnej” (Biblioteczka Leśniczego, ISSN 1232-8111, z. 160, 2002).
- „Surowce mineralne Górnośląskiego Zagłębia Węglowego i obszarów przyległych.” (współautor z  Gabzdyl W.,Przegląd Geologiczny, nr 9, 2005).

### Książki
- „Historia Dyrekcji Lasów Państwowych w Katowicach do roku 1997" (współautor, 1997).